# Causa por violencia de género contra Alberto Fernández
La causa por violencia de género contra Alberto Fernández es un proceso judicial en curso en Argentina que involucra al expresidente Alberto Fernández y a su expareja, la ex primera dama Fabiola Yáñez. El caso tomó estado público en agosto de 2024 tras una denuncia de Yáñez por violencia física, psicológica y económica ocurrida durante el período en que Fernández fue presidente de Argentina, entre 2019 y 2023.

## Contexto
Alberto Fernández y Fabiola Yáñez comenzaron su relación en 2014. Tras la asunción presidencial de Fernández en diciembre de 2019, Yáñez adquirió mayor visibilidad pública en su rol como primera dama. La relación culminó poco antes del fin del mandato presidencial en diciembre de 2023. Las primeras sospechas públicas surgieron en el marco de otra investigación judicial, cuando se descubrieron mensajes entre Yáñez y la secretaria privada de Fernández, María Cantero, revelando situaciones de presunta violencia y maltrato.

## Desarrollo de la causa
La denuncia formal fue radicada por Yáñez el 6 de agosto de 2024 ante la Justicia argentina, acusando al expresidente Fernández de múltiples episodios de violencia física, psicológica y económica. Tras varios meses de investigación, en febrero de 2025, el juez federal Julián Ercolini decidió procesar a Fernández por los delitos de lesiones leves y graves agravadas por el vínculo, amenazas coactivas y violencia de género. En abril del mismo año, la Cámara Federal confirmó el procesamiento rechazando la apelación interpuesta por la defensa del expresidente y dictó un embargo de 10 millones de pesos sobre sus bienes, además de una orden de restricción hacia Yáñez.

## Pruebas y testimonios
Entre las pruebas más relevantes presentadas durante la investigación se encuentran fotografías que muestran lesiones en el cuerpo de Yáñez, capturas de conversaciones telefónicas y mensajes de texto que evidenciarían un patrón de violencia constante. Además, testimonios de allegados y excolaboradores de ambos ratificaron episodios específicos de violencia física, como golpes y forcejeos ocurridos durante junio de 2021, y violencia psicológica sistemática ejercida por Fernández a lo largo de varios años.

## Repercusiones
El proceso judicial causó un fuerte impacto político y social en Argentina, especialmente porque Fernández había promovido activamente políticas contra la violencia de género durante su gobierno, incluyendo la creación del Ministerio de las Mujeres, Géneros y Diversidad. Distintos sectores políticos, organizaciones feministas y defensoras de derechos humanos manifestaron su apoyo a Yáñez, exigiendo justicia y transparencia en el proceso. En contraste, la defensa de Fernández ha sostenido que las lesiones fueron accidentales y argumentó que existía violencia mutua, lo que fue descartado por la justicia en instancias preliminares.

## Estado actual
A mayo de 2025, la causa ha sido elevada a juicio oral y público. El tribunal continúa examinando detalladamente la evidencia presentada por ambas partes. Fernández enfrenta la posibilidad de una condena penal que podría alcanzar hasta los 18 años de prisión en caso de ser hallado culpable de los cargos que se le imputan.